# Tocro à front noir
Odontophorus atrifrons
Espèce
Statut de conservation UICN

 LC  : Préoccupation mineure
Le Tocro à front noir (Odontophorus atrifrons) est une espèce d'oiseau de la famille des Odontophoridae.

## Répartition
Il vit en Colombie et au Venezuela.

## Habitat
Son habitat naturel est la forêt tropicale ou subtropicale de montagne.
Il est menacé par la perte de son habitat (déforestation).

## Liste des sous-espèces
Selon la classification de référence du Congrès ornithologique international (version 15.1, 2025) :
- Odontophorus atrifrons atrifrons Allen, JA, 1900 — Sierra Nevada de Santa Marta ;
- Odontophorus atrifrons variegatus Todd, 1919 — nord-est de la Colombie ;
- Odontophorus atrifrons navai Aveledo & Pons, 1952 — Serranía de Perijá.